# مایکل بولدینگ
مایکل بولدینگ (انگلیسی: Michael Boulding؛ زادهٔ ۸ فوریهٔ ۱۹۷۶) بازیکن فوتبال اهل بریتانیا است.
از باشگاه‌هایی که در آن بازی کرده‌است می‌توان به باشگاه فوتبال دربی کانتی، باشگاه فوتبال منزفیلد تاون، باشگاه فوتبال روترهام یونایتد، باشگاه فوتبال بارنزلی، باشگاه فوتبال استون ویلا، باشگاه فوتبال شفیلد یونایتد، باشگاه فوتبال گریمزبی تاون، باشگاه فوتبال برادفورد سیتی، و باشگاه فوتبال کاردیف سیتی اشاره کرد.